# Gratangen
68°41′24″N 17°32′30″Ø / 68.69000°N 17.54167°Ø
Gratangen kommune (samisk: Rivttáid gielda) ligger i Troms og Finnmark fylke i Norge. Den grænser i nord og øst til Lavangen, i syd til Narvik, og i vest til Tjeldsund. Over Astafjorden i nordvest ligger Ibestad.
Gratangen var en af de første slagmarker mellem den tyske fjeldjægerbataljon i det 19. bayerske infanteriregiment under Eduard Dietls kommando og den norske 6. divisjon under Carl Gustav Fleischers kommando efter den tyske invasion den 9. april 1940.
Det var i Gratangen tyskerne for første gang måtte trække sig tilbage på deres togt gennem Norge. Der er flere mindestene over kampene i kommunen.

## Personer fra Gratangen
- Per-Mathias Høgmo (1959-)[1]